# Henniez
Henniez es una comuna suiza del cantón de Vaud, situada en el distrito de Broye-Vully. Limita al norte con la comuna de Valbroye, al este con Villarzel, al sur con Valbroye, y al oeste con Villeneuve (FR).
La comuna hizo parte hasta el 31 de diciembre de 2007 del distrito de Payerne, círculo de Granges-près-Marnand.

## Transportes
Ferrocarril
Cuenta con una estación ferroviaria en la que efectúan parada trenes de cercanías pertenecientes a la red 'RER Vaud'.

## Economía
- La comuna es sede de la empresa de agua mineral, Henniez.